# Patricia Soria
Patricia Soria Palacios (Montevideo) es una política y politóloga uruguaya. 
Presidenta de la Junta Departamental de Montevideo y edila por el Frente Amplio, lidera el Movimiento Alba Roballo, sector de raíces batllistas que desde el 2022 forma parte de Fuerza Renovadora, liderado por Mario Bergara.

## Ámbito político
Patricia Soria comenzó su carrera política en 2010, año en que participó en las elecciones juveniles del Partido Colorado, siendo elegida Convencional Nacional y Departamental por Montevideo. En 2012, formó un grupo de jóvenes y encabezó la lista para las elecciones juveniles, resultando elegida nuevamente Convencional Nacional y Departamental por Montevideo. Gracias a su buena votación, pudo ingresar como integrante joven en el Comité Ejecutivo Departamental del Partido Colorado.
En las elecciones nacionales de 2014, Patricia resultó elegida Convencional Nacional y Departamental por Montevideo, tras lo cual encabezó la lista para integrar el Comité Ejecutivo Departamental del Partido Colorado, compartiendo este espacio con destacados compañeros y compañeras del partido. En 2015, fue elegida Prosecretaria de Género y Diversidad del Partido Colorado en Montevideo, siendo la primera en ocupar el puesto tras la creación del espacio.

## Carrera política en el Frente Amplio
En septiembre de 2018, Patricia presentó su renuncia al Partido Colorado tras un periplo en el que ni ella ni el Partido Colorado lograban representarse mutuamente. 
Es así que, en las elecciones nacionales de 2019, se postuló como candidata a diputada por el Frente Amplio en el sector de Fernando Amado y en 2020 encabezó la lista para ser representante departamental, pero esta vez junto al economista Mario Bergara resultando electa y siendo la cuarta lista más votada del Frente Amplio.
En la Junta Departamental de Montevideo, en su calidad de Edila, desarrolló su trabajo en distintas comisiones del legislativo departamental, presidiendo las comisiones de Cultura, Equidad y Género y Derechos Humanos y Desarrollo Social, e integrando la comisión de Turismo y Deporte. Durante el 2022 ejerció la Coordinación de la Bancada de Ediles y Edilas del Frente Amplio de Montevideo y actualmente ocupa la Presidencia de la Junta Departamental de Montevideo.
En 2016, Patricia fundó el Movimiento Alba Roballo -nombre elegido en honor a una de las mujeres más importantes de la política uruguaya-, agrupación política que en 2022 ingresó a Fuerza Renovadora.
En 2025, fue electa alcaldesa del Municipio B de Montevideo para el período 2025 a 2030, puesto que asume el 1 de julio de ese mismo año. Este municipio abarca los barrios de Cordón, Parque Rodó, Palermo, Barrio Sur, Ciudad Vieja, Centro, parte de La Aguada, La Comercial y Tres Cruces. 
Su elección da continuidad al programa del Frente Amplio, partido político que postuló su candidatura. Su programa de trabajo pondrá énfasis en la limpieza del municipio, así como en mejorar la coordinación con la Intendencia de Montevideo e impulsar el comercio.